# 앵남역
앵남역(Aengnam station, 鸚南驛)은 옛 경전선의 철도역이었다. 2006년 10월 31일을 마지막으로 여객열차가 멈추지 않았으며, 2008년 1월 1일 폐역되었다.

## 역사
- 1932년 11월 1일 : 무배치간이역으로 영업 개시[1]
- 1944년 6월 15일 : 폐지[2]
- 1956년 6월 11일 : 무배치간이역으로 영업 재개(남평역 관리)
- 1964년 9월 15일 : 배치간이역으로 승격,[3] 동시에 관리역을 남평역에서 화순역으로 변경[4]
- 1972년 7월 1일 : 을종대매소로 지정
- 1972년 7월 20일 : 배치간이역에서 무배치간이역으로 변경[5]
- 1990년 12월 2일 : 무배치간이역으로 격하
- 2006년 11월 1일 : 여객취급 중지
- 2008년 1월 1일 : 폐역[6]

## 참고 문헌
1. ↑  조선총독부관보 휘보 정류장신설(1932.11.07)
2. ↑  조선총독부관보 고시 제885호(1944.06.10)
3. ↑  철도청 고시 제95호(1964.09.05)
4. ↑  철도청 훈령 제609호(1964.09.05)
5. ↑  철도청 고시 제40호(1972.07.10)
6. ↑  대한민국관보 건설교통부 고시 제2007-618호, 2007년 12월 31일